# Aquitaniano
| Periodo                                                                                   | Epoca       | Piano         | Età (Ma)    |
| ----------------------------------------------------------------------------------------- | ----------- | ------------- | ----------- |
| Quaternario                                                                               | Pleistocene | Gelasiano     | Più recente |
| Neogene                                                                                   | Pliocene    | Piacenziano   | 3,600       |
| Neogene                                                                                   | Pliocene    | Zancleano     | 5,333       |
| Neogene                                                                                   | Miocene     | Messiniano    | 7,246       |
| Neogene                                                                                   | Miocene     | Tortoniano    | 11,63       |
| Neogene                                                                                   | Miocene     | Serravalliano | 13,82       |
| Neogene                                                                                   | Miocene     | Langhiano     | 15,98       |
| Neogene                                                                                   | Miocene     | Burdigaliano  | 20,45       |
| Neogene                                                                                   | Miocene     | Aquitaniano   | 23,04       |
| Paleogene                                                                                 | Oligocene   | Chattiano     | Più antico  |
| Suddivisione del Neogene secondo la Commissione internazionale di stratigrafia dell'IUGS. |             |               |             |

Nella scala dei tempi geologici, l'Aquitaniano è il primo dei sei piani o stadi stratigrafici in cui è suddivisa l'epoca del Miocene. È compreso tra 23,04 e 20,45 milioni di anni fa (Ma), preceduto dal Chattiano, l'ultimo piano dell'Oligocene, e seguito dal Burdigaliano.
L'Aquitaniano si sovrappone ad altre definizioni regionali quali Harrisoniano, Ageniano, Pareora, Landon, Otaiano e Waitakiano.

## Etimologia
L'Aquitaniano deriva il suo nome dalla regione francese dell'Aquitania. Il piano Aquitaniano fu introdotto nella letteratura scientifica nel 1858 dallo stratigrafo svizzero Karl Mayer-Eymar.

## Definizioni stratigrafiche e GSSP
La base dell'Aquitaniano, nonché del Miocene e dell'intero periodo del Neogene, è definita dalla prima comparsa dei foraminiferi planctonici della specie Paragloborotalia kugleri, dall'estinzione del nanoplancton calcareo Reticulofenestra bisecta, che forma la base della biozona nanoplanctonica NN1, ed è alla base della cronozona magnetica C6Cn.2n e corrisponde all'evento Mi-1 nello stadio isotopico marino.
Il limite superiore del piano Aquitaniano, nonché base del successivo Burdigaliano, è data dalla prima comparsa dei foraminiferi della specie Globigerinoides altiaperturus e si trova alla sommità della cronozona magnetica C6An.

### GSSP
Il GSSP, il profilo stratigrafico di riferimento della Commissione internazionale di stratigrafia, è stato identificato in una sezione stratigrafica di Lemme-Carrosio presso il piccolo paese di Carrosio, a sud di Gavi e a nord di Voltaggio, in provincia di Alessandria. Le coordinate sono: longitudine: 8°50'11" E e latitudine 44°39'32" N.